# 下三方村
下三方村（しもみかたむら）は、かつて兵庫県中西部（西播磨地区）に存在していた村。宍粟郡に属した。
1956年、神戸村、染河内村と合併し、一宮町となったため、地方自治体として消滅した。
旧村域は現在の宍粟市一宮町の中部に相当する。

## 概要
現在の宍粟市一宮町生栖、深河谷、西深、福知、福中に相当する。

## 沿革
- 1889年（明治22年）4月1日 町村制施行に伴い宍粟郡下三方村発足。
- 1956年（昭和31年）4月1日 神戸村、染河内村と合併し一宮町が発足したため消滅。

## 教育
現在は各校とも宍粟市立となっている。
- 下三方村立下三方中学校（現在は三方中学校、繁盛中学校との統廃合により廃止。）
- 下三方村立下三方小学校